# Gud är vår starkhet och vårt stöd
Gud är vår starkhet och vårt stöd är en gammal psalm i sex verser som utgår från Psaltaren 46. Originaltexten är skriven av Sebaldus Heyden, troligen 1537 som enligt 1937 års psalmbok bearbetades av Sigfrid Aronus Forsius 1614 och efter tvåhundra år av Johan Olof Wallin 1818 innan Anders Frostenson bearbetade psalmen till tre verser 1980.
Psalmen inleds 1695 med orden:
Gudh är wår starckheet och tilflycht
Wår hielp i nöder alla
Enligt 1697 års koralbok används samma melodi till psalmerna Dig, Jesus, vare evigt pris (nr 21), Ditt namn, o Gud, jag lova vill (nr 106), Gud låter sina trogna här (nr 195), Du själv förordnat, store Gud (nr 200), Var man må nu väl glädja sig (nr 219) och Mitt hierta nu fast gläder sigh (nr 304).
Melodin nedtecknad i Etlich Christlich Lieder i Wittenberg 1533, uppges i 1986 års psalmbok vara en "tysk folkvisa".

## Publicerad som
- Nr 57 i 1695 års psalmbok under rubriken "Konung Davids Psalmer".
- Nr 227 i 1819 års psalmbok under rubriken "Kristligt sinne och förhållande - I allmänhet: Förhållandet till Gud: Lydnad för Guds vilja och frimodighet under hans beskydd".
- Nr 310 i 1937 års psalmbok under rubriken "Trons glädje och förtröstan".
- Nr 371 i Den svenska psalmboken 1986 under rubriken "Kyrkan och nådemedlen: Kyrkan".
- Nr 155 i Finlandssvenska psalmboken 1986 under rubriken "Kristi kyrka" med en annan text och melodi än i Den svenska psalmboken.